# 문화원형

## 정의
- 문화는 인류가 자연을 지배하고 순화 시키면서 자신의 이상을 실현해 가는 과정에서 얻어낸 철학, 과학, 예술, 종교, 사회, 경제와 같은 모든 산물을 가리키는 말로 쓰인다. 또한 원형(原形, originality 또는 archetype)은 고유성과 정체성에 초점을 맞추어 '본디 모양'이라는 뜻이다. 따라서 '문화원형'은 민족 또는 지역의 특징을 잘 담고 있어서 다른 지역, 다른 민족과 구별되는 본디 모습에 해당하는 문화를 뜻한다.
- 文化原型’, ‘culture archetype’ 말 그대로 문화의 원래 존재 형태를 의미
- ‘어떤 민족이나 인종은 같은 경험을 반복하는 동안 통일되는 일정한 정신적 반응(무의식)의 경향을 가지게 되는데 이를 구체화한 것’
- 인류의 공통된 의식/행동 등
- 따라서, 모두의 무의식 속에 잠재해 있는 경향성/일관성 등이 형상으로 나타나는 것을 ‘원형’이라고 부를 수 있다.